# Bandeira da Alemanha nazista
A bandeira da Alemanha nazista é composta por um fundo vermelho inserida a uma suástica negra em um alvo circular levemente afastado do centro.
Originalmente utilizada como estandarte pelo Partido Nacional Socialista Alemão dos Trabalhadores após a eleição de Adolf Hitler como chanceler em 1933, foi convertida como a bandeira cooficial em 14 de março de 1933, juntamente com a bandeira do antigo Império Alemão.
A bandeira havia sido projetada pelo próprio Hitler, tal como descrito em seu livro Mein Kampf, na qual descreve o processo de escolha de uma nova bandeira, depois de ter apresentado várias propostas: "Eu mesmo, entretanto, após inúmeras tentativas, encontrei um desenho final, uma bandeira com um fundo vermelho, um círculo branco e uma suástica preto no meio. Depois de várias tentativas, pude definir a relação entre o tamanho da bandeira e o tamanho círculo branco, assim como a forma e a espessura da suástica. "
A propaganda nazista esclareceu o simbolismo da bandeira: a cor vermelha representa o lado social, o branco o pensamento nacionalista do movimento e a suástica a vitória dos povos arianos sobre o judaísmo. Diversos projetos por uma série de diferentes autores foram considerados, mas o que foi adotado no final foi o projeto pessoal de Hitler.
Um ano após a morte do presidente Paul von Hindenburg, Hitler, com quem mantinha um acordo sobre a utilização da bandeira, a bandeira nazista foi oficialmente adotada em 15 de setembro de 1935 como a única bandeira nacional da Alemanha. Esta bandeira foi mantida até a rendição incondicional do Terceiro Reich durante a Segunda Guerra Mundial, em 8 de maio de 1945.

## Outras bandeiras

Bandeira estatal
Bandeira de guerra
Bandeira das colônias do III Reich
Estandarte pessoal de Adolf Hitler.
Bandeira oficial da Alemanha Nazi até 1935.